# Піщаний Ничипір Федорович
Ничипір Федорович Піщаний (6 липня 1908, село Шостакове Київської губернії, тепер Катеринопільського району Черкаської області — 26 липня 1980, місто Москва, Російська Федерація) — український радянський діяч, директор Ново-Краматорського заводу важкого машинобудування імені Сталіна Сталінської області. Депутат Верховної Ради УРСР 2-го скликання.

## Біографія
Народився в бідній селянській родині. Батько загинув у 1919 році.
Трудову діяльність розпочав у тринадцятирічному віці наймитом, був пастухом. У 1924 році закінчив семирічну школу і почав працювати учнем токаря на Київському заводі «Транссигнал». Потім був токарем, бригадиром, техніком заводу «Транссигнал» у місті Києві. Закінчив без відриву від виробництва школу робітничої молоді.
Член ВКП(б) з 1931 року.
У 1932 році закінчив Київський машинобудівний (політехнічний) інститут, здобув кваліфікацію інженера.
У 1932—1939 роках — завідувач Бюро технологічної розробки цеху № 2, заступник начальника цеху, начальник першого механічного цеху, з травня до жовтня 1939 року — заступник головного інженера Краматорського машинобудівного заводу імені Сталіна Сталінської області.
У жовтні 1939—1941 роках — директор Старо-Краматорського машинобудівного заводу імені Серго Орджонікідзе Сталінської області.
У 1941—1943 роках — заступник народного комісара важкого машинобудування СРСР.
У 1943—1947 роках — виконувач обов'язків директора Ново-Краматорського заводу важкого машинобудування імені Сталіна Сталінської області.
З 1947 року — заступник голови Державного комітету із постачання народного господарства при Раді Міністрів СРСР.
У травні 1957 — 1958 року — голова Ради народного господарства Кіровського економічного адміністративного району РРФСР.
Працював начальником управління із розвитку металургійного машинобудування Державного комітету важкого, енергетичного і транспортного машинобудування при Держплані СРСР.
Потім — на пенсії в Москві. 
Помер 26 липня 1980 року. Похований на Новодівичому цвинтарі Москви.

## Нагороди
- орден Леніна (1945)
- орден Трудового Червоного Прапора (15.04.1939)
- ордени
- медалі